# Pascal Barré
Pascal Barré (Houilles, 12 aprile 1959) è un ex velocista francese,fratello gemello del velocista Patrick Barré.

## Palmarès
- Giochi olimpici

Mosca 1980: bronzo nella staffetta 4x100 metri.